# Họ Rong lá ngò
Họ Rong lá ngò (danh pháp khoa học: Cabombaceae) là một danh pháp thực vật để chỉ một họ thực vật có hoa thân thảo thủy sinh. Họ này được một số nhà phân loại thực vật công nhận.
Hệ thống APG II năm 2003 (không thay đổi từ hệ thống APG năm 1998) không công nhận họ này mà đưa các loài thuộc họ này vào trong họ Súng (Nymphaeaceae). Tuy nhiên APG II cũng cho phép tách ra như là một sự lựa chọn tùy ý. Trong trường hợp tách ra thì họ này không được đặt trong bộ nào mà được coi như là một trong những dòng giống cơ bản nhất trong nhánh thực vật hạt kín. Tuy vậy, nhưng một số nhà khoa học đang sử dụng hệ thống APG II lại đặt họ này trong bộ Súng (Nymphaeales) và điều này được công nhận trong Hệ thống APG III năm 2009 cũng như trong Hệ thống APG IV năm 2016.
Họ này bao gồm 2 chi với 7 loài còn sinh tồn; bao gồm Brasenia với 1 loài và Cabomba, với 6 loài thực vật thủy sinh trong đó có rong lá ngò.
Các loài còn sinh tồn của Cabombaceae đều là thực vật thủy sinh, sống trong khu vực nước lặng hoặc chảy chậm vùng ôn đới và nhiệt đới Bắc Mỹ và Nam Mỹ (khu vực bản địa), nhưng cũng đã du nhập vào châu Âu, châu Á, châu Phi và Australia. Mặc dù được tìm thấy trong hầu hết mọi châu lục trừ châu Nam Cực, nhưng chúng có xu hướng phát triển trong các khu vực tương đối hạn chế.
Họ này có hồ sơ hóa thạch rộng khắp từ kỷ Creta với các loại cây thể hiện mối quan hệ gần với Cabombaceae hoặc Nymphaceae đã xuất hiện từ đầu kỷ Creta. Một trong số các thành viên hóa thạch này là chi Pluricarpellatia, được tim thấy trong các lớp đá có niên đại khoảng 115 triệu năm trước trong khu vực ngày nay là Brasil.

## Phát sinh chủng loài
Vị trí phát sinh chủng loài hiện tại (dựa trên hệ thống APG II, với các sửa đổi sau đó) là:
|  | \| \| Nymphaeaceae \| \| \| \| \| \| Cabombaceae \| \| \| \| |
|  |                                                              |
|  | Hydatellaceae                                                |
|  |                                                              |
|  | Nymphaeaceae                                                 |
|  |                                                              |
|  | Cabombaceae                                                  |
|  |                                                              |

|  | Nymphaeaceae |
|  |              |
|  | Cabombaceae  |
|  |              |

|  | \| \| Nymphaeaceae \| \| \| \| \| \| Cabombaceae \| \| \| \| |
|  |                                                              |
|  | Hydatellaceae                                                |
|  |                                                              |
|  | Nymphaeaceae                                                 |
|  |                                                              |
|  | Cabombaceae                                                  |
|  |                                                              |

|  | Nymphaeaceae |
|  |              |
|  | Cabombaceae  |
|  |              |

| Mesangiospermae | \| \| Chloranthaceae \| \| \| \| \| \| magnoliids \| \| \| \| \| \| Ceratophyllum \| \| \| \| \| \| monocots \| \| \| \| \| \| eudicots \| \| \| \| |
|                 | \| \| Chloranthaceae \| \| \| \| \| \| magnoliids \| \| \| \| \| \| Ceratophyllum \| \| \| \| \| \| monocots \| \| \| \| \| \| eudicots \| \| \| \| |
|                 | Chloranthaceae |
|                 | |
|                 | magnoliids |
|                 | |
|                 | Ceratophyllum |
|                 | |
|                 | monocots |
|                 | |
|                 | eudicots |
|                 | |

|  | Chloranthaceae |
|  |                |
|  | magnoliids     |
|  |                |
|  | Ceratophyllum  |
|  |                |
|  | monocots       |
|  |                |
|  | eudicots       |
|  |                |

|  | \| \| Nymphaeaceae \| \| \| \| \| \| Cabombaceae \| \| \| \| |
|  |                                                              |
|  | Hydatellaceae                                                |
|  |                                                              |
|  | Nymphaeaceae                                                 |
|  |                                                              |
|  | Cabombaceae                                                  |
|  |                                                              |

|  | Nymphaeaceae |
|  |              |
|  | Cabombaceae  |
|  |              |

|  | \| \| Nymphaeaceae \| \| \| \| \| \| Cabombaceae \| \| \| \| |
|  |                                                              |
|  | Hydatellaceae                                                |
|  |                                                              |
|  | Nymphaeaceae                                                 |
|  |                                                              |
|  | Cabombaceae                                                  |
|  |                                                              |

|  | Nymphaeaceae |
|  |              |
|  | Cabombaceae  |
|  |              |

| Mesangiospermae | \| \| Chloranthaceae \| \| \| \| \| \| magnoliids \| \| \| \| \| \| Ceratophyllum \| \| \| \| \| \| monocots \| \| \| \| \| \| eudicots \| \| \| \| |
|                 | \| \| Chloranthaceae \| \| \| \| \| \| magnoliids \| \| \| \| \| \| Ceratophyllum \| \| \| \| \| \| monocots \| \| \| \| \| \| eudicots \| \| \| \| |
|                 | Chloranthaceae |
|                 | |
|                 | magnoliids |
|                 | |
|                 | Ceratophyllum |
|                 | |
|                 | monocots |
|                 | |
|                 | eudicots |
|                 | |

|  | Chloranthaceae |
|  |                |
|  | magnoliids     |
|  |                |
|  | Ceratophyllum  |
|  |                |
|  | monocots       |
|  |                |
|  | eudicots       |
|  |                |